# Krémes
A krémes közkedvelt sütemény. Története egészen a 16. század végéig nyúlik vissza, bár kezdeti formája nem hasonlított a ma jól megszokott krémeséhez. A krémes elkészítésével a 19. század első felétől próbálkoznak. Az elkészítés a 20. század 30-as éveitől nem változott nagymértékben.

## Története

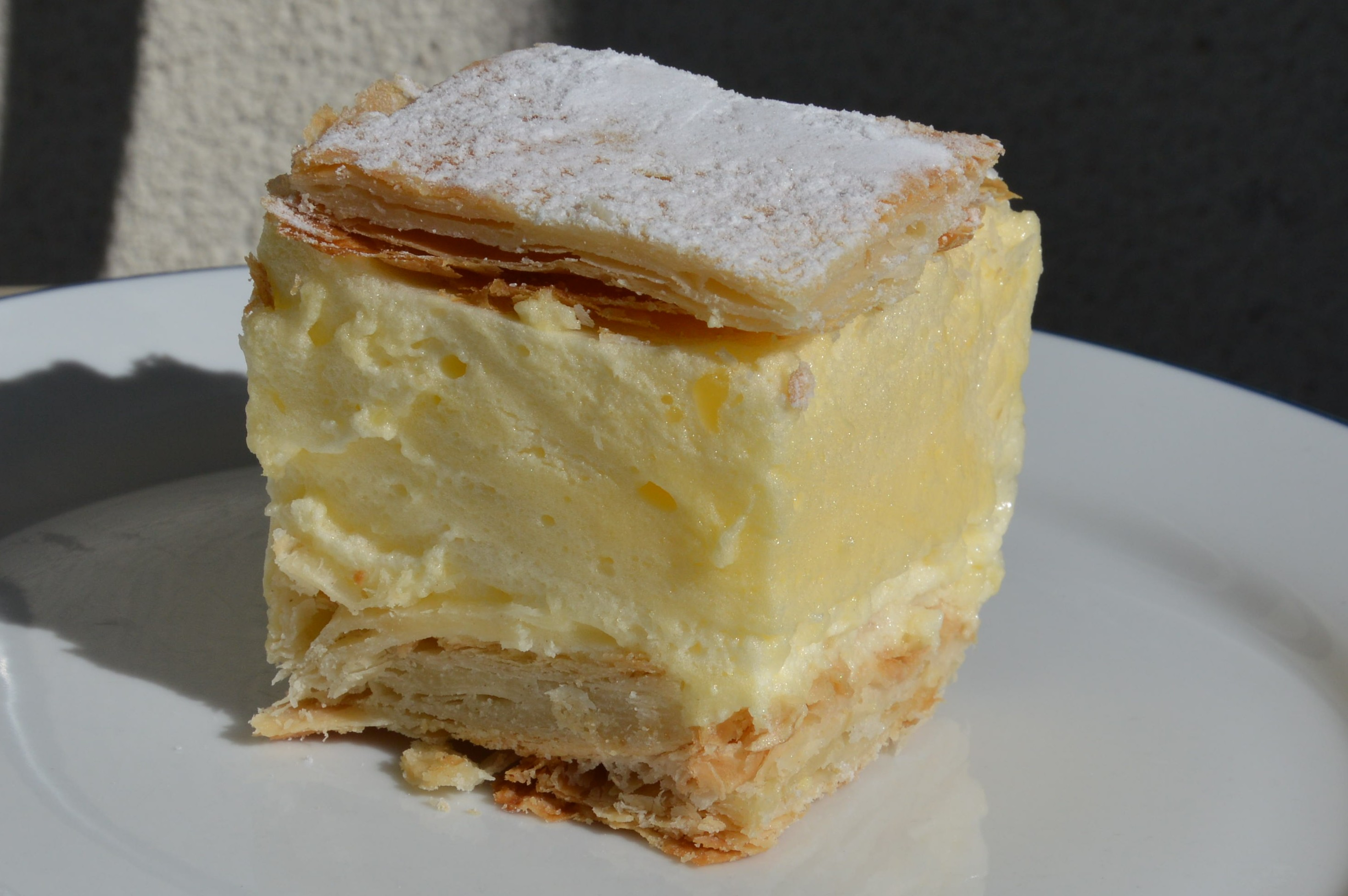
krémes

A 16. század végén jelentek meg az első próbálkozások a krémes elkészítésére. Elsőként a „Szakácstudomány” című írásban olvashatunk róla, amit ugyancsak ebben az időben írtak.
A kezdeti receptek szerint az „eperjes és szederjes torta” tésztájára egy tojás hozzáadásával készült tejszínes krém került, melyet eperrel gazdagítottak.
A 19. század első harmadától fogva egyre elterjedtebb lett a krémeshez hasonló sütemények receptjeinek megjelenése a szakács- valamint a cukrászkönyvekben. Czifra István 1840-ben megjelent könyvében már megtalálhatjuk az általunk ismert krémes ősét. A „vaníliás pástétom”, melyről ír, tejszínből készült, amit liszttel, tojássárgájával, vaníliával és cukorral összefőzött, és kész is volt az általa „pástétom”-nak nevezett krém, melyet nyers vajastésztára rakott, majd a tetejére is helyezett egy tésztaréteget, aztán a sütőbe tette.
A 19. század végén Dobos C. József egyre sűrűbben használta különböző sütemények töltéséhez a krémet. Nagy hatással volt rá a korabeli francia gasztronómia, ezért készített krémes alapú fánkokat is.
A 19. század végén Zilahy Ágnes krémese nagyon jól alkalmazkodott a magyar konyhához. Ugyancsak nyers tészta közé rakta a krémet, de ő használta a mai formájában ismert krémes sárga színű puding krémet. Úgy készítette, hogy a tejszínhez cukrot és vaníliát adott, felforralta, majd a főzetet lisztre öntötte és addig kevergette, míg be nem sűrűsödött. Ezután egy csipetnyi sót adott a masszához és a 6 tojássárgáját, majd jól kikeverte a krémet. Ezután felverte a tojásfehérjét, amelyet óvatosan hozzákevert a kikevert krémhez. Így kapta meg a lágy és roppant ízletes sárga krémet. Ezután töltötte nyers tésztalapok közé, melyeket megkent tojással és behintette porcukorral, ezután sütötte készre a süteményt.
A krémes a századforduló évtizedeiben vált egyre ismertebbé, de még mindig nem a mai formájában. Egyre több süteményes könyvben volt megtalálható a recept, de ahány könyv létezett, annyi recept is volt. 1905-ben megjelent Kugler Géza „A legújabb és legteljesebb nagy házi cukrászat” című könyve, melyben két krémes receptet találhatunk. Az egyik elkészítés előre sütött lapok közé helyezi a krémet, ahol a felső lapot előre feldarabolva helyezi a süteményre. Itt is, mint Zilahy Ágnes krémesénél, a krémhez hozzáadja a felvert tojásfehérjét így sokkal lágyabb, ízletesebb krémet kap. A másik recept hasonló az első próbálkozásokhoz, ahol nyers tészta közé rakják a krémet. Ebben a recepten egy nagyon finom sárga krémet használ. Ez megjelent a századforduló környékén, de nem terjedt el általánosan.
A nagy változás a krémes történetében 1932-ben Magyar Elek krémes pitéjében történt, ami már úgy készült, mint a 20. század végén a cukrászdákban. 1935-ben Dr. Oetker receptjei között találhatjuk meg a „Krémes lepényt” vagy a „Krémes szeletek vajastésztából” címűt, melyek krémje nem liszttel készül, hanem vanília pudinggal.

## Elkészítése
A tészta lisztből, margarinból, tojássárgájából, tejfölből áll, a krémet vaníliás pudingporból, vaníliás cukorból, cukorból, vízből és kemény habbá vert tojásfehérjéből készítik. A tésztából két lapot sütnek, az alulra szánt lapra kenik a krémet, ennek tetejére kerül a halványan bekockázott második lap. hagyják kihűlni, majd porcukorral meghintik.